# This Is the Police
This Is the Police ist ein Adventure-Strategiespiel, das von Weappy Studio entwickelt und von EuroVideo Medien und THQ Nordic veröffentlicht wurde. Das Spiel wurde erstmals am 2. August 2016 für Microsoft Windows, macOS und Linux veröffentlicht. Später wurde es für andere Plattformen wie PlayStation 4, Xbox One, Xbox Series, Nintendo Switch, iOS und Android verfügbar gemacht.

## Handlung
In This Is the Police schlüpft der Spieler in die Rolle von Jack Boyd, einem alternden Polizeichef, der in der fiktiven Stadt Freeburg kurz vor seiner Pensionierung steht. Als korrupter Polizeichef muss Jack Boyd in seinen letzten 180 Tagen im Amt möglichst viel Geld anhäufen, um sich einen sorgenfreien Ruhestand zu ermöglichen.
Während des Spiels muss der Spieler schwierige Entscheidungen treffen, um das Gleichgewicht zwischen der Erfüllung seiner moralischen und beruflichen Pflichten sowie der Befriedigung persönlicher Interessen zu finden. Dabei wird Jack mit politischen Intrigen, kriminellen Machenschaften und moralischen Dilemmata konfrontiert.

## Gameplay
This Is the Police kombiniert Adventure-Elemente mit rundenbasierten Strategieelementen. Der Spieler muss verschiedene Aufgaben als Polizeichef erfüllen, darunter die Organisation von Polizeieinsätzen, die Auswahl von Polizisten für bestimmte Aufgaben, die Bekämpfung von Verbrechen und die Aufklärung von Fällen.
Der Spieler muss auch politische Entscheidungen treffen, um die Unterstützung der Stadtverwaltung und der Öffentlichkeit zu gewinnen.

## Grafik und Sound
This Is the Police bietet eine stilvolle und handgezeichnete 2D-Grafik, die die düstere Atmosphäre des Spiels unterstreicht. Die Musik des Spiels wurde von Ben Matthews und Chris Jelley komponiert und trägt zur Stimmung und Immersion des Spiels bei. Zu Beginn jedes Spieltages kann aus einer Auswahl von Liedern das Lied in einem Plattenspieler bzw. Kassettenrekorder abgespielt werden, das an diesem Tag als Hintergrundmusik zu hören sein soll.

## Rezeption
This Is the Police erhielt positive Bewertungen von Kritikern und Spielern. Juan Garcia IGN gab dem Spiel 6 von 10 Punkten. Besonders gelobt wurden die tiefgründige Handlung, die Charakterentwicklung, die Sprachausgabe des Protagonisten und die moralischen Entscheidungen, die den Spieler vor Herausforderungen stellen. Caitlin Cooke von Destructoid lobte die Spielmechanik und das Design des Spiels.

## Fortsetzung
Das Spiel erhielt eine Fortsetzung mit dem Titel This Is the Police 2, die am 31. Juli 2018 veröffentlicht wurde. In der Fortsetzung übernimmt der Spieler wieder die Rolle von Jack Boyd, welcher der jungen Sheriff Lilly Reed hilft, die in der fiktiven Kleinstadt Sharpwood kämpft, um Ordnung und Gerechtigkeit aufrechtzuerhalten, während sie selbst gejagt wird.